# Antwerpengade
Antwerpengade er en gade i Århusgadekvarteret i Nordhavnen i København, der ligger mellem Trelleborggade og Hamborg Plads. Gaden er opkaldt efter den belgiske havneby Antwerpen. Gaden blev etableret sammen med bebyggelsen 2014-2016.

## Historie
Gaden ligger ligesom resten af Århusgadekvarteret i et område, der indtil 2014 var en del af Københavns Frihavn med begrænset adgang for offentligheden. Endnu i 2012 lå der en lagerbygning ved Redhavnsvej, nu Trelleborggade, der imidlertid efterfølgende blev fjernet, foruden de stadigt eksisterende bygninger ved nuværende Bilbaogade og dobbeltsiloerne på nuværende Göteborg Plads. Området indimellem var derimod ubebygget. I forbindelse med områdets ophør som frihavn blev det imidlertid besluttet at omdanne det til en ny bydel med boliger og erhverv, hvilket blandt andet medførte anlæg af flere nye gader, heriblandt denne. Københavns Kommunes Vejnavnenævnet ønskede at følge traditionen med at give gadenavne efter et bestemt tema, i dette tilfælde internationale havnebyer. Indstillingen blev godkendt på Teknik- og Miljøudvalgets møde 21 januar 2014 med virkning fra 1. marts 2014, hvor den nye gade fik navnet Antwerpengade. De omkringliggende grunde var allerede solgt, og senere samme år var bygningerne i fuld færd med at skyde op på begge sider af den nye gade.
I 2016 anlagdes Lommeskoven på den østlige del af gaden mellem Hamborg Plads og Travemündegade. Den består af en gruppe paradisæbletræer samt en række firkantede stenblokke til brug som bænke.
Den vestlige del af gaden mellem Bordeauxgade og Bilbaogade blev indrettet som en mindre plads, hvor der blev etableret en legeplads ved navn Legehavet i sensommeren og efteråret 2017. Legepladsen er beregnet til børn i alderen 1-10 år. Den er maritimt inspireret med legeelementer inspireret af det gamle havnemiljø så som kasser, kran og skibsdel. Desuden er der plantet græs og træer på den sydlige del af legepladsen.

## Bebyggelse
På den nordlige side af gaden ligger karreen Central Park, der blev opført af KPC og Danica Ejendomme efter tegninger af Årstiderne Arkitekter i 2015-2016. Karreen ligger som en overgang mellem nybyggeriet i kvarteret og de ældre ejendomme i det tilstødende kvarter Den røde by, som arkitekterne har ladet sig inspirere af. Trods navnet ligger den ikke ved en park, men til gengæld støder den op til den lille plads med legepladsen Legehavet på den vestlige del af Antwerpengade.
Ved siden af på den anden side af Travemündegade ligger boligbebyggelsen Havnehuset, der blev opført af Kuben Byg og Casa Nord efter tegninger af Tegnestuen Vandkunsten i 2014-2015. Boligbebyggelsen var den første af sin slags i Århusgadekvarteret og rummer butikker, 50 lejligheder, privat gårdmiljø i første sals højde og fælles taghaver. Næsten alle lejligheder har altaner, men trods bygningens navn har de færreste beboere udsigt til havnen på grund af omkringliggende byggeri. Til gengæld kan beboerne prale af at have været de første til at flytte ind det nye kvarter, hvilket skete fra 30. april 2015.
På den sydlige side ligger karreen Kajplads 109 med 91 lejligheder, der blev opført af PKA efter tegninger af Ernst + Kindt-Larsen Arkitekter i 2014-2016. Som navnet antyder ligger den modsatte side af karreen ud mod Sandkaj og Nordbassinet med udsigt til Marmormolen. Karreen selv byder på gårdmiljø med legeplads samt en fælles tagterrasse. Ved siden af på den anden side af Bordeauxgade ligger karreen Provianthuset med bolig og erhverv, der blev opført af PenSam efter tegninger af Henning Larsen Architects i 2015-2016.